# Bozouls
Bozouls é uma comuna francesa na região administrativa de Occitânia, no departamento de Aveyron. Estende-se por uma área de 69,69 km². Em 2010 a comuna tinha 2 951 habitantes (densidade: 42,3 hab./km²).